# Éducation parentale
Ne doit pas être confondu avec Éducation familiale.

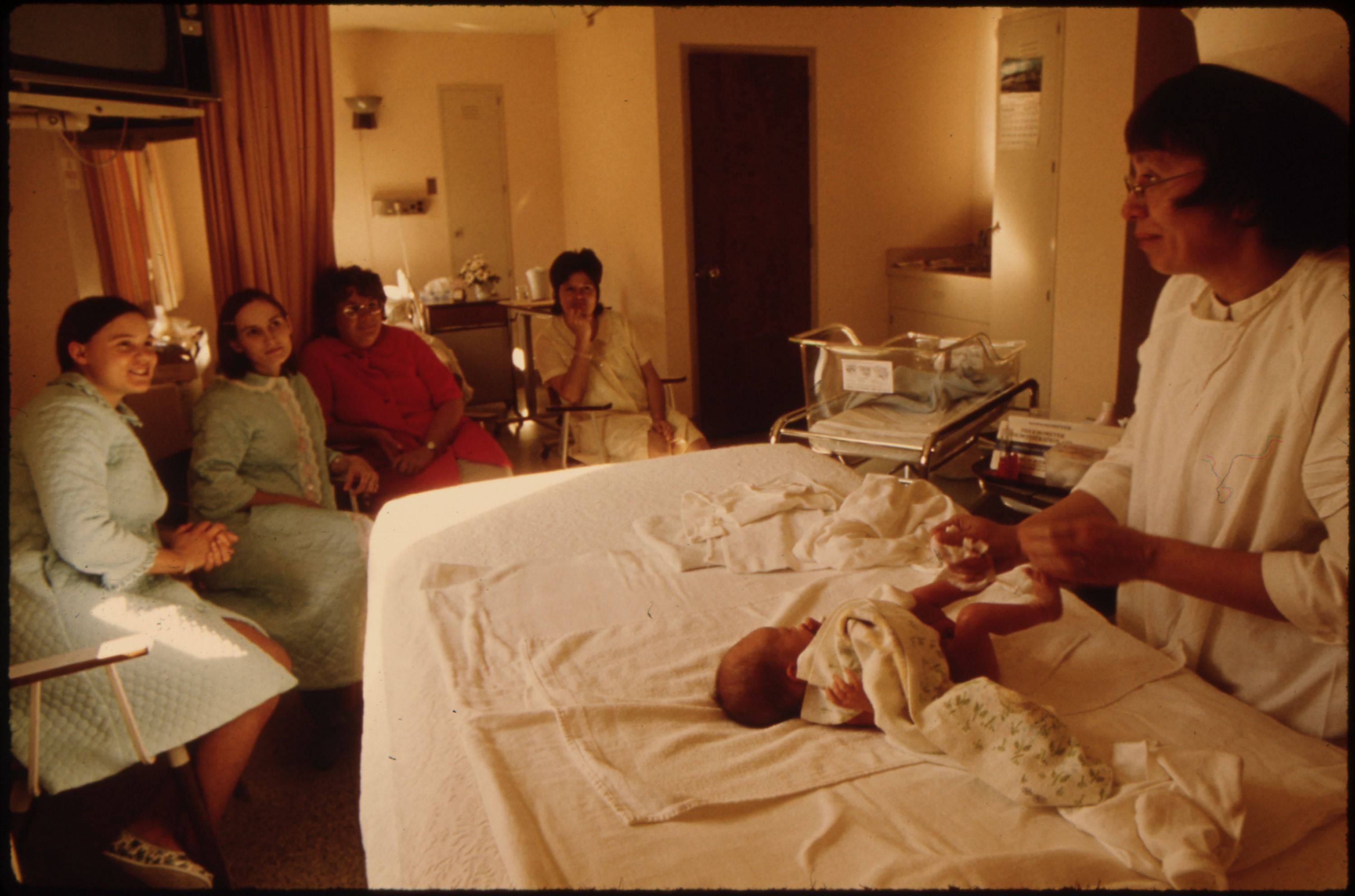
Classe pour montrer aux jeunes mères comment s'occuper de leur nouveau-né dans une maternité, États-Unis (1974).

L'expression éducation parentale désigne habituellement l'éducation donnée aux parents afin de les former à l'éducation de leurs propres enfants. L'éducation parentale consiste à corriger et améliorer les compétences parentales d'une personne par des formations et du travail de développement personnel. Ces cours peuvent être généraux, couvrant les problèmes les plus courants que les parents peuvent rencontrer, ou spécifiques, pour les nourrissons, les enfants en bas âge, les enfants et les adolescents. Ils peuvent également s'adresser aux parents qui envisagent d'avoir un enfant, d'en adopter un ou qui sont enceintes. Le but recherché des parents de s'auto-éduquer afin de pouvoir éduquer au mieux leurs propres enfants.

## Définitions
L’éducation parentale est, selon Jean-Pierre Pourtois, une activité volontaire d’apprentissage de la part de parents qui souhaitent améliorer les interactions nouées avec leur enfant, pour encourager l’émergence de comportements jugés positifs et réduire celle de comportements jugés négatifs.
Pour Bernard Terrisse, elle a pour but d’aider les parents à mieux actualiser leurs potentialités éducatives, en développant leur sentiment de compétence et en utilisant le mieux possible les ressources que leur offre leur environnement.
Le terme ne doit pas être confondu avec éducation familiale, qui réfère à l'éducation que des parents donnent à leurs enfants.
L’éducation parentale comprend les mesures prises par l'État afin de la promouvoir, soit en donnant plus de temps aux parents pour éduquer leurs enfants, soit en leur proposant une initiation ou une formation.

## Histoire de l'éducation parentale

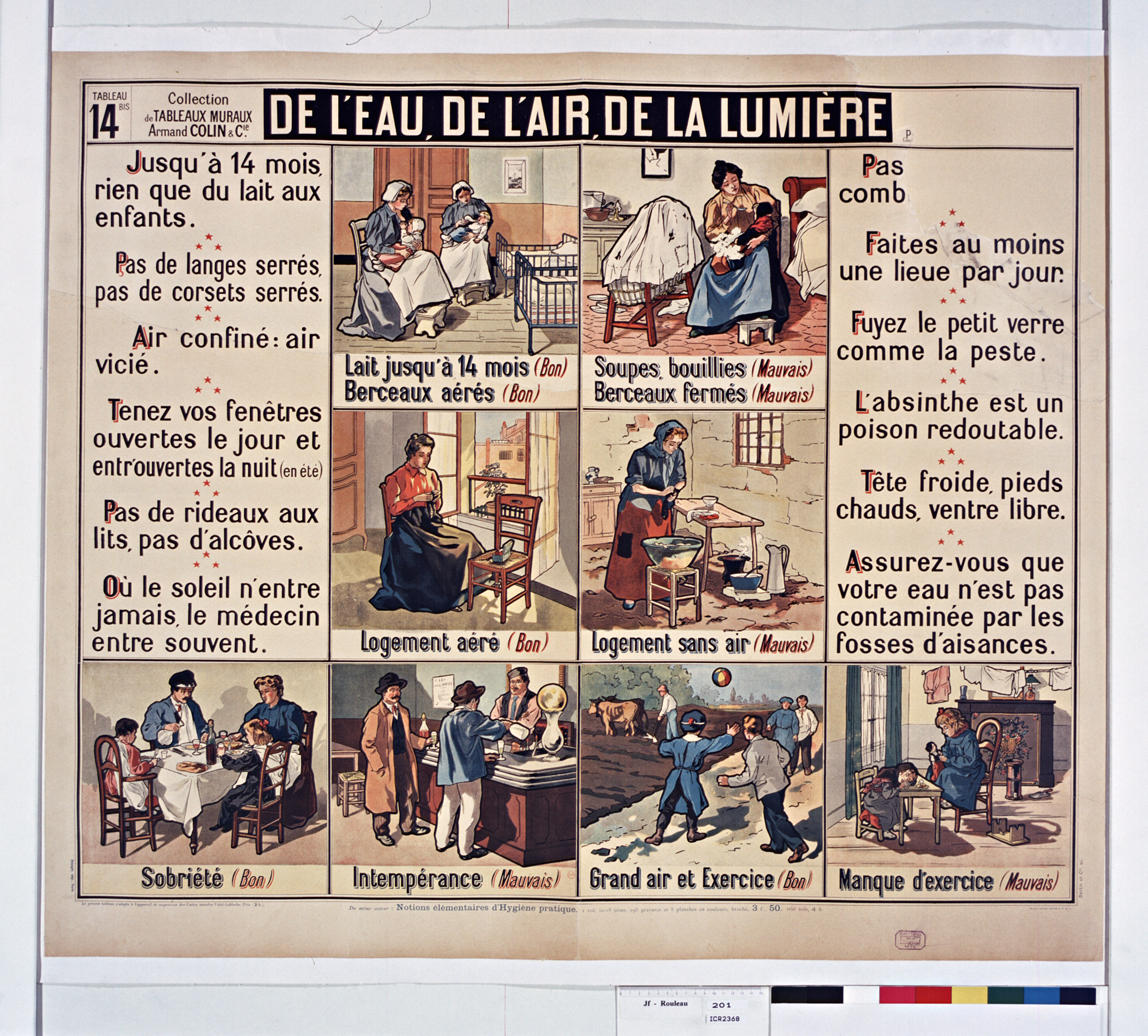
Conseils en 1900.

### Reconnaissance officielle par l'UNESCO
L'éducation et le soutien aux parents ont toujours existé (par exemple par le biais de réseaux informels de parenté et de famille), mais la reconnaissance officielle de la nécessité de soutenir les parents a été promue par l'UNESCO grâce à l'année internationale de la famille en 1994. Pour comprendre l'histoire des programmes d'éducation parentale, il est nécessaire de mettre en évidence deux changements sociologiques globaux.

### Facteurs sociologiques contribuant au développement de l'éducation parentale
Le premier facteur est lié à des changements significatifs dans la structure familiale, où les modèles de famille élargie, tribale ou communautaire ont cédé la place à des modèles de famille plus nucléaires - et, dans certaines sociétés, à des modèles de famille absente (par exemple, en raison de conflits, de maladies et de catastrophes naturelles).
La deuxième évolution concerne les exigences imposées aux familles par les changements sociétaux dans des domaines tels que l'emploi, l'inégalité des revenus, l'exposition aux maladies et les influences modernes telles que la consommation de drogues, la technologie et l'urbanisation. Ces changements ont mis en évidence la nécessité d'apporter un soutien aux parents ou à leurs substituts. À mesure que les structures traditionnelles se dissipent et que de nouveaux défis parentaux apparaissent, des efforts concertés sont nécessaires pour aider les parents à remplir leur rôle.

## Programmes d'éducation parentale

### Politique et contenu
Il existe deux grandes catégories de programmes d'éducation parentale. Les programmes d'éducation et de soutien aux parents comprennent non seulement des services qui aident les parents dans leur rôle, mais aussi des informations sur d'autres aspects (par exemple, la formation professionnelle ou l'alphabétisation des adultes). Les programmes de soutien à la parentalité sont ceux qui se concentrent principalement sur la parentalité. Ces deux types de programmes sont différenciés en raison de leurs implications pour la politique et l'établissement de points d'entrée appropriés pour la fourniture de services. Par exemple, les programmes de protection sociale, de soins de santé et de transferts monétaires pourraient constituer un point d'entrée pour les programmes d'éducation et de soutien aux parents.
Le paysage des programmes d'éducation parentale est assez complexe et peut être différencié en fonction de plusieurs dimensions qui ont été associées aux résultats des enfants. La variété et la complexité de ces services, ainsi que les défis liés à l'identification de modèles parentaux efficaces, sont mis en évidence ci-dessous.

### Visées des programmes
Certains programmes visent à améliorer les connaissances et les pratiques des parents en matière de soins, de nutrition et de santé infantile, tandis que d'autres se concentrent sur l'éducation et l'apprentissage précoces. Il existe également des programmes axés sur la réduction des pratiques parentales dures et de la violence à la maison, ainsi qu'une série de programmes plus complets ou intégrés, par exemple la prise en charge intégrée des maladies de l'enfant (Integrated Management of Childhood Illness en anglais ou IMCI) - Soins pour le développement. Il existe également un ensemble de programmes dans lesquels la parentalité, bien qu'abordée, n'est pas l'objectif principal (par exemple, la protection sociale, les programmes de transfert d'argent liquide, etc).
Les programmes peuvent également être différenciés en fonction du nombre de générations qui sont les bénéficiaires cibles. Les programmes à génération unique sont conçus pour servir directement les mères (par exemple, les programmes d'allaitement) et/ou les pères, tandis que les programmes multigénérationnels s'adressent soit au parent et à l'enfant, soit à l'ensemble de la famille,.
Les programmes peuvent également différer par le stade de développement qu'ils ciblent. Certains se concentrent sur les parents d'enfants de la naissance à 3 ans, tandis que d'autres sont conçus pour les parents d'enfants à partir de 3 ans. En règle générale, les programmes destinés aux plus jeunes sont axés sur la santé, la nutrition et/ou la stimulation, tandis que ceux destinés aux enfants plus âgés sont axés sur les aspects sociaux, l'apprentissage et l'éducation.
Les programmes diffèrent également en fonction du cadre dans lequel ils sont mis en œuvre. Certains sont basés à domicile, d'autres dans des cliniques et d'autres encore dans la communauté,.
Le type de prestataire de services impliqué dans un programme est également un facteur de différenciation. Les prestataires de services professionnels comprennent les infirmières et les éducateurs parentaux formés. Cependant, compte tenu des problèmes de faibles capacités techniques et de ressources limitées, la plupart des programmes font appel à des paraprofessionnels ou à des travailleurs communautaires. Selon le type de programme, les qualifications et la formation du prestataire de services, ainsi que les pratiques de supervision, sont essentielles pour en améliorer la qualité.
La manière dont les services sont fournis est un autre facteur de différenciation. Certains programmes d'éducation parentale reposent sur un modèle d'enseignement ou de conseil individualisé, tandis que d'autres utilisent un format de discussion de groupe[18]. Ils peuvent utiliser un ou plusieurs mécanismes de prestation. Par exemple, une combinaison très courante est celle des services à domicile et des médias sous forme d'affiches et de brochures ou d'annonces radiophoniques,.
Les programmes peuvent également se différencier par le degré de standardisation de leur cursus. Certains suivent un programme très structuré avec des plans de cours hebdomadaires et un script détaillé pour les prestataires de services, tandis que d'autres sont moins formels et abordent des sujets basés sur les besoins et les intérêts des participants.
Enfin, les programmes peuvent être distingués les uns des autres en fonction de la dimension critique du "dosage", qui comprend la durée du programme, du début à la fin, la périodicité (quotidienne ou hebdomadaire, par exemple) et la durée de chaque session. Le dosage du programme est important pour comprendre l'efficacité et les besoins en ressources. En outre, il a été noté que le dosage est souvent modifié à mesure que les programmes se développent.
Ce paysage complexe de programmes d'éducation parentale est représenté dans les modèles programmatiques sous la forme d'interventions sur un seul site ou de démonstration, ou encore de programmes nationaux soutenus par des secteurs spécifiques, tels que la santé, l'éducation, les affaires féminines ou l'aide sociale.

### Types et fondements scientifiques des programmes

#### Types de programmes
- La formation à l'efficacité parentale (Parent Effectiveness Training) est basée sur les théories du docteur en psychologie humaniste Thomas Gordon[20].
- La Systematic Training for Effective Parenting (STEP) est proposée par Don Dinkmeyer Sr., Gary D. McKay et Don Dinkmeyer Jr. Elle est basée sur la psychologie individuelle de l'école d'Adler, disciple dissident de Freud tout en intégrant des concepts de Thomas Gordon et de Rudolf Dreikurs.
- La formation "Être parents de jeunes enfants" (EPJE) est proposée par Bernard Terrisse et Gérard Pithon[21]. Elle se base sur les recherches traitant du développement et l'adaptation de l'enfant qui montrent que son évolution est liée, entre autres facteurs, aux compétences éducatives des parents. Les conduites appropriées de ceux-ci peuvent constituer des facteurs de protection favorisant la résilience des enfants dans des conditions de vie difficiles[22].
- Starke Eltern - Starke Kinder est le cours d'éducation parentale de l'Alliance allemande pour la protection de l'enfance (DKSB). Le programme est basé sur la psychologie humaniste. Le public cible du programme est constitué de tous les parents, mais il est possible de l'adapter à des publics cibles plus spécifiques, comme par exemple les parents isolés, les familles recomposées, certains groupes d'âge ou les éducateurs. Le cours utilise un modèle d'éducation guidée, qui permet aux parents de mettre en pratique ce qu'ils ont appris à la maison. Les participants sont guidés pour améliorer la communication entre les parents et l'enfant, pour renforcer l'estime de soi de l'enfant, pour réfléchir aux objectifs éducatifs et pour reconnaître et résoudre les problèmes.

#### Apports de la psychologie individuelle - fondements scientifiques du Systematic Training for Effective Parenting (STEP)
La psychologie individuelle d'Alfred Adler et des travaux de Rudolf Dreikurs posent les fondements scientifiques du kess-erziehen. En allemand, le mot "Kess" signifie "enjoué" ou "joyeux". L'abréviation fait référence à la coopération, à l'encouragement, à la socialisation et à l'orientation vers une situation donnée. L'objectif du cours est de promouvoir un style éducatif coopératif et démocratique par le biais de règles communes pour la vie de famille et d'un consensus obtenu au sein d'un conseil de famille.
Le cours favorise la capacité des participants à comprendre les besoins sociaux des enfants, dont le non-respect peut entraîner des comportements indésirables. Les adultes et les enfants sont considérés comme égaux et l'accent est mis sur l'approbation mutuelle des besoins. Les parents et les éducateurs apprennent à développer la coopération, à gérer les conflits et à fixer des limites par le biais de conséquences logiques. Une action cohérente et encourageante est utilisée pour promouvoir l'indépendance et permettre aux enfants d'accepter la responsabilité de leurs propres actions.
Les participants sont guidés pour agir en fonction de la situation, pour offrir des choix aux enfants et pour remarquer les comportements positifs, au lieu de réagir principalement aux comportements indésirables. L'estime de soi et l'action responsable en partenariat sont ainsi encouragées.
Rudolf Dreikurs, psychiatre et éducateur, a développé l'idée que les problèmes de comportement des jeunes pré-adolescents étaient causés par leur désir inassouvi d'être membre à part entière d'un groupe social. Il a soutenu qu'ils peuvent développer alors une séquence de quatre comportements déviants. D'abord, ils cherchent l'attention, s'ils ne l'obtiennent pas, ils visent au pouvoir, puis à la vengeance et enfin développent le sentiment d'être inadéquats. Dreikurs a souligné l'importance d'établir un style démocratique dans la famille, d'y adopter la méthode des conseils de famille périodiques et, en même temps, d'éviter la punition41, 42.

#### Apports de l'approche développementaliste
En 2008, Diana Baumrind de l'école de la psychologie du développement  a étudié les comportements parentaux et a observé leurs conséquences dans le développement de l'enfant. Elle a classé les parents en quatre catégories :
- Autoritaire : Le parent autoritaire tente de modeler, de contrôler, et d'évaluer le comportement et les attitudes de l'enfant conformément à une norme de conduite - habituellement une norme absolue. Il considère l'obéissance comme une vertu ; il utilise les punitions et les mesures énergiques pour freiner le libre arbitre, les actions ou les croyances de l'enfant en conflit avec ce qui n'est pas la norme de conduite. Il croit qu'en maintenant l'enfant à sa place, en limitant son autonomie, et en lui attribuant des responsabilités domestiques il lui inculquera la notion de respect. Il considère la préservation de l'ordre et de la structure traditionnelle comme une fin en soi. Il ne favorise pas l'échange verbal, en estimant que l'enfant doit accepter sa parole pour ce qui est juste.
- Démocratique : L'autorité des parents tente de diriger les activités de l'enfant, mais d'une façon rationnelle, axée sur la méthode. Il encourage l'échange verbal, explique à l'enfant le raisonnement qui sous-entend ses règles et ses valeurs. Lorsque l'enfant refuse de se conformer à ses exigences, il lui demande d'en expliquer les raisons. L'autodiscipline et la volonté de conformité aux règles sont valorisées. Il applique son propre point de vue, mais il reconnaît les intérêts individuels et les buts de l'enfant. L'autorité parentale affirme les qualités de l'enfant, mais établit aussi les normes de conduite future. Elle se sert de la raison, du pouvoir, et de l'élaboration puis du renforcement de règles de conduites pour atteindre ses objectifs, et ne fonde pas ses décisions sur le consensus ou les désirs de l'enfant. Cette autorité parentale ne se considère pas elle-même comme infaillible.
- Permissif : Le parent permissif se comporte avec indulgence et laxisme, cédant facilement aux caprices et acceptant les mouvements d'humeur de l'enfant. Il consulte l'enfant pour définir la politique familiale et explique ses règles familiales. Il insiste peu pour que l'enfant soit propre, ordonné et obéissant. Il se présente à l'enfant comme une ressource que l'enfant peut utiliser comme il le veut, mais pas comme un idéal à imiter, ni comme une personne responsable construisant le comportement et la future personnalité de l'enfant. Il permet à l'enfant à réguler ses propres activités, mais sans exercer de contrôle, il ne l'encourage pas à obéir.
- Désengagé : style d’éducation décrit par Maccoby et Martin en 1983, caractérisé par l’indifférence et par l’absence de soutien adéquat pour l’enfant.

##### Les résultats des enfants en fonction des styles parentaux
| Niveau d’exigence et de discipline | Acceptation élevée : affectueux | Acceptation faible (rejet) : insensible |
| ---------------------------------- | ------------------------------- | --------------------------------------- |
| Élevé                              | Démocratique                    | Autoritaire                             |
| Faible                             | Permissif                       | Désengagé                               |

Élevés par des parents démocratiques, les enfants sont généralement plus
- vifs et dispos
- confiance en leurs capacités à maîtriser les tâches.
- bonne estime de soi
- régulation de l'émotion bien développée
- sociables
- capacité d'empathie développée
- traits de caractères liés au sexe moins marqués (sensibilité chez les garçons ; indépendance chez les filles)

Les enfants élevés par des parents autoritaires, sont en moyenne plus
- anxieux, réservés, peu spontanés
- piètre réaction à la frustration
- peu susceptibles de se livrer à des activités antisociales (toxicomanie, alcoolisme, vandalisme, délinquance)

Les enfants élevés par des parents permissifs sont en moyenne
- Faible régulation des émotions (égoïsme, culte de soi, intérêt personnel surdéveloppés)
- Esprit rebelle et défiant l'autorité lorsque les désirs sont remis en cause (plaisir personnel avant tout)
- Faible persistance lors de tâches difficiles (refus de l'effort et de la contrainte)
- Comportements antisociaux fréquents : irrespect d'autrui et des règles de sociétés, violence et délinquance.

Les enfants élevés par des parents désengagés ont les plus mauvais résultats.

##### Style parental et comportements alimentaires de l'enfant
Classification des pratiques alimentaires parentales (Hughes, 2005)
| Sensibilité aux besoins alimentaires | Exigences alimentaires élevées | Exigences alimentaires moindres             |
| ------------------------------------ | ------------------------------ | ------------------------------------------- |
| Élevée                               | Démocratique                   | Permissif (indulgent)                       |
| Moindre                              | Autoritaire                    | Désengagé (permissif rejetant ou négligent) |

Selon Costanzo (1985), les différents styles parentaux ont des répercussions qui sont spécifiques au domaine visé par l’intervention du parent. Pour l’alimentation, ces contraintes peuvent limiter l’enfant dans son apprentissage du développement de comportements normaux. Par exemple, des contraintes parentales élevées peuvent interférer avec le processus d’auto-contrôle interne, en s’éloignant des motivations intrinsèques. Ces pratiques alimentaires, mesurées à l’aide des mêmes deux dimensions que les styles parentaux (exigence et sensibilité), sont généralement utilisées par le parent pour amener l’enfant à adopter un comportement qu’il juge bénéfique pour sa santé.

#### L'apport de Piaget
Jean Piaget décrit le développement de l'intelligence de l'enfant en étapes dont chacune repose sur l'étape précédente et sur les interactions de l'enfant avec le monde environnant.
- Le stade de l'intelligence sensori-motrice (de la naissance à 2 ans)
- Le stade de l'intelligence pré opératoire (de 2 à 6 ans)
- Le stade des opérations concrètes ou de l'intelligence opératoire (de 6 à 10 ans)
- Le stade des opérations formelles (de 10 à 16 ans)

## Résultats des programmes d'éducation parentale
Les résultats d'un examen récemment publié de onze essais d'efficacité et de quatre programmes d'éducation parentale à grande échelle reflètent un éventail de contextes de mise en œuvre, de générations de bénéficiaires cibles, de programmes et de messages clés.
Tous les programmes font état de résultats positifs substantiels pour les enfants (par exemple, développement cognitif, social et émotionnel) et deux des programmes font état d'améliorations significatives des connaissances parentales des adultes et de l'environnement familial.
Les résultats présentent également des caractéristiques intéressantes qui ont des implications importantes pour la conception des programmes futurs. Tout d'abord, les résultats suggèrent que les programmes qui utilisent plus d'un mécanisme de mise en œuvre sont plus efficaces que ceux qui reposent sur un seul mécanisme, et que les programmes qui s'adressent au parent et à l'enfant (c'est-à-dire les programmes sur deux générations) sont plus efficaces que ceux qui se concentrent uniquement sur le parent.
Les effets des programmes évalués étaient également plus marqués chez les jeunes enfants, ce qui confirme l'hypothèse selon laquelle une intervention précoce donne de meilleurs résultats.
En outre, les résultats étaient plus marqués chez les enfants pauvres que chez les enfants plus aisés, ce qui valide les travaux antérieurs sur l'impact des programmes et les désavantages.
Une revue systématique Cochrane de 2016 sur les programmes de formation parentale en groupe visant à améliorer l'adaptation émotionnelle et comportementale des jeunes enfants a trouvé un soutien provisoire à leur efficacité à court terme.
Enfin, certaines interventions améliorent les pratiques parentales même si leur objectif premier n'est pas la parentalité. Par exemple, les programmes de transferts conditionnels d'argent de la protection sociale qui combinent l'argent et les services parentaux ont un impact démontrable sur les connaissances et les pratiques parentales, Ces évaluations, principalement réalisées en Amérique latine, sont importantes parce qu'elles s'adressent directement aux parents par le biais du soutien et de l'éducation, mais aussi indirectement en modifiant le statut de pauvreté d'une famille - une influence contextuelle sur la parentalité. Les programmes d'alphabétisation des adultes et des familles ont également démontré un impact positif sur les résultats des parents et des enfants. Ces résultats ne sont pas inattendus étant donné le lien établi entre l'éducation maternelle et les résultats en matière de santé et de développement de l'enfant.
En résumé, les programmes d'éducation parentale s'inscrivent dans un paysage complexe et représentent une myriade de modèles, ce qui rend difficile l'isolement et la comparaison des mécanismes efficaces. En outre, la forte influence du contexte est importante pour l'interprétation des résultats. En général, ces programmes ont permis d'améliorer les pratiques, les connaissances et les attitudes des parents et de favoriser la santé, la croissance, le développement, l'apprentissage et la protection des enfants.

## Élargissement du champ d'action familial
On a émis l'hypothèse que le terme "parentalité" était un terme académique pour représenter la réalité, à savoir les "familles". Le changement d'approche suggéré, de la parentalité à la famille, pourrait être utile pour accroître l'impact des interventions. Cette recommandation découle non seulement de la définition changeante de ce qu'est un parent en raison des changements sanitaires, démographiques et économiques dans la société, mais aussi de la reconnaissance du fait que le contexte immédiat d'un jeune enfant se compose de plusieurs individus clés qui constituent une famille. En outre, la "famille" en tant qu'institution est reconnue dans tous les secteurs et, en particulier en période de conflit et de catastrophe, elle est souvent la seule institution capable de soutenir l'enfant. Le rapport de l'UNESCO contenait un ensemble important d'approches qui résonnent encore aujourd'hui, par exemple en ce qui concerne les objectifs du millénaire pour le développement. Le changement permettra à de multiples secteurs de se concentrer de manière coordonnée sur l'institution de la "famille". Les programmes d'intervention familiale, bien qu'ils proviennent principalement de pays à revenu élevé, se sont avérés très efficaces pour améliorer le bien-être d'une manière rentable.

## Thèmes abordés

### Améliorer la communication
La « méthode Gordon » peut être appliquée par les parents en famille, en apparence simple à mettre en œuvre, elle repose sur le concept de « relations gagnant-gagnant ». Deux outils principaux encadrent cette méthode : le message-Je et l'écoute active (fondée sur l'empathie).

### La punition corporelle
L'utilisation de punition corporelle donne l'illusion d'avoir des résultats immédiats, mais l'emploi de cette méthode de façon répétée augmente le risque qu'un enfant soit délinquant,
,.
L'utilisation des châtiments corporels diminue progressivement dans les pays industrialisés et les juridictions s'acheminent vers leur interdiction pure et simple. Si la charge émotionnelle du parent est partiellement libérée, cette pratique se montre contreproductive pour la sécurité et l'estime de soi de l'enfant.

### La violence médiatique
La violence dans les médias est l'un des facteurs causaux des agressions et de la violence réelle.
Les images violentes agissent à trois niveaux : la désensibilisation à la souffrance d'autrui ; l'augmentation des sentiments d'angoisse et d'insécurité ; l'exacerbation de l'agressivité,,.

### L'impact du temps passé devant les écrans
La moitié du temps libre des Français, 4 h 58 en 2010 est passé devant un écran. Le temps consacré à la lecture (livres, journaux, y compris lecture de journaux sur Internet) 18 min, ce temps a diminué d'un tiers depuis 1986.
La présence permanente d’une télévision ou d’une console de jeux dans la chambre d'un enfant est déconseillée.

### L'impact du temps passé devant la télévision
Les enfants entre 4 et 14 ans regardent quotidiennement la télévision 2h18, cela représente 840h par an, dans le même temps un élève passe 900h en classe.
Avant 2 ans il est déconseillé de confronter les enfants aux écrans non interactifs (télévision, DVD).
À 3 ans regarder la télévision limite les interactions avec l'environnement, ceci freine le développement de l'enfant,,. De 3 à 6 ans l'enfant confond la réalité et la fiction, il est conseillé de limiter la durée d'exposition à la télévision et de sélectionner les programmes. Sinon certains programmes de fiction provoqueraient des angoisses car il les croit vrais. De 6 à 10 ans, l'enfant commence à faire la différence entre réel et fiction, il se met à imiter ce qu'il voit.
La télévision a de nombreux impacts négatifs sur le développement des enfants
- troubles de l'attention[42],[46],[47],
- surpoids[42],[48],[46],[47],[49],
- hypertension artérielle[42],
- trouble du comportement[46],
- échec scolaire[42],[46],

### Le sommeil, un élément essentiel des rythmes de l’enfant
Le sommeil lutte contre la fatigue et favorise les apprentissages, mais en France les adolescents ont un déficit moyen de sommeil d'environ 1 heure par jour. Les adolescents comblent en partie ce manque de sommeil en dormant plus longtemps le week-end. Chez l'enfant en bonne santé, mais qui présente un déficit de sommeil, les troubles des rythmes circadiens sont liés à la perte des signaux synchroniseurs, à des rythmes du lever et du coucher irréguliers (et souvent tardifs pour le coucher), à une exposition à la lumière pendant le coucher ou encore à des nuisances de l'environnement (bruit…).
Il est conseillé que le téléphone portable des enfants soit éteint durant la nuit pour préserver leur sommeil.

## En France
- Après mai 1968, puis à partir des années 1990, la France voit « un changement du style éducatif des familles, de moins en moins impositives, de plus en plus "relationnelles" et attentives à obtenir le consentement des enfants à leur propre éducation »[51].
- congé parental d'éducation.

## Vulgarisation du sujet
- L'émission Supernanny a permis d'inculquer quelques principes d'éducation parentale au grand public.
- L'émission Allée de l'Enfance propose également des points de repères aux parents pour leurs choix éducatifs.
- L'émission nommé Lorsque l'enfant paraît et animé par Jacques Pradel. Dans cette émission de France Inter, Françoise Dolto répondait aux questions que les auditeurs se posaient vis-à-vis de l'éducation de leurs enfants. L'émission se fit d'octobre 1976 à octobre 1978.

## Pour approfondir